# Silandos

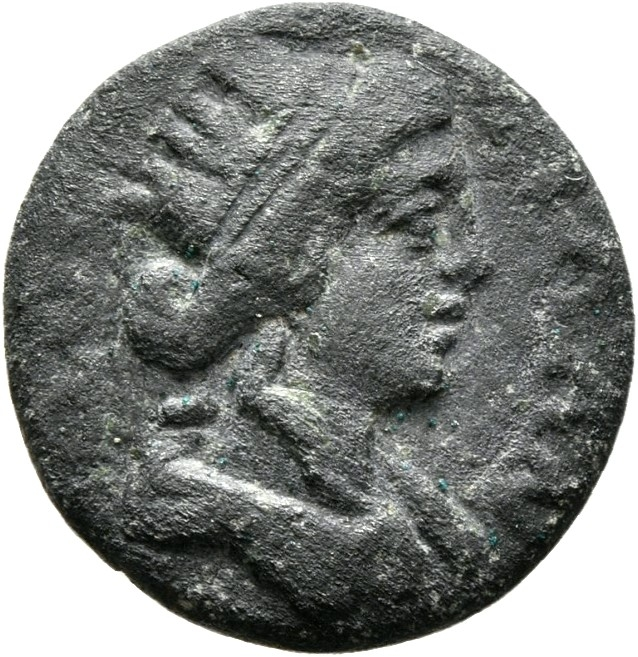
Vorderseite einer Münze aus Silandos, 193–235 n. Chr.: Darstellung der Stadttyche mit Mauerkrone

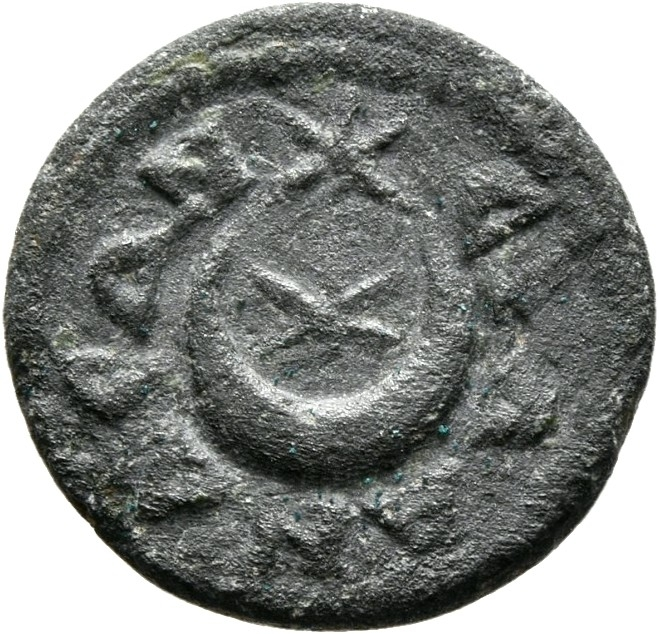
Rückseite einer Münze aus Silandos, 193–235 n. Chr.: Mondsichel mit zwei sechsstrahligen Sternen

Silandos war eine antike Stadt in der kleinasiatischen Landschaft Lydien im oberen Hermos-Tal beim heutigen Selendi im Westen der Türkei.
Die Stadt wird nicht in antiken Schriftquellen erwähnt, ist aber aus Münzen und Inschriften bekannt. In der Spätantike war Silandos Sitz eines Bischofs; auf das Bistum geht das Titularbistum Silandus der römisch-katholischen Kirche zurück.